# Gura Vitioarei
Gura Vitioarei é uma comuna romena localizada no distrito de Prahova, na região de Muntênia. A comuna possui uma área de 33.00 km² e sua população era de 6131 habitantes segundo o censo de 2007.